# لئو ساهاکوف
لئو ساکوف ( انگلیسی: Lev Saakov؛ زادهٔ ۳۰ نوامبر ۱۹۰۹ – درگذشته ۱۹۸۹) کارگردان، فیلم‌نامه‌نویس، فیلم‌بردار اهل ارمنستان دوره شوروی بود که بین سال‌های ۱۹۴۵ تا ۱۹۸۵ میلادی فعالیت می‌کرد.

## زندگی‌نامه
وی در ۳۰ نوامبر ۱۹۰۹ در آلکساندراپول به دنیا آمد . وی همچنین برندهٔ جوایزی همچون نشان پرچم سرخ شده است. وی در ۱۹۸۹ در سن ۸۰ سالگی درگذشت.